# Kanton Choisy-le-Roi
Der Kanton Choisy-le-Roi ist seit 1967 ein französischer Wahlkreis für die Wahl des Départementrats im Arrondissement L’Haÿ-les-Roses, im Département Val-de-Marne und in der Region Île-de-France; sein Bureau centralisateur befindet sich in Choisy-le-Roi.

## Gemeinden
Der Kanton besteht aus zwei Gemeinden und Gemeindeteilen mit insgesamt 68.983 Einwohnern (Stand: 1. Januar 2022) auf einer Gesamtfläche von 12,34 km²:
| Gemeinde                 | Einwohner 1. Januar 2022 | Fläche km² | Dichte Einw./km² | Code INSEE | Postleitzahl |
| ------------------------ | ------------------------ | ---------- | ---------------- | ---------- | ------------ |
| Choisy-le-Roi            | 46.122                   | 5,43       | 8.494            | 94022      | 94600        |
| Villeneuve-Saint-Georges | 22.861                   | 6,91       | 3.308            | 94078      | 94190        |
| Kanton Choisy-le-Roi     | 68.983                   | 12,34      | 5.590            | 9406       | –            |

1. ↑   Nur der westliche Teil der Gemeinde, der Rest gehört zum Kanton Villeneuve-Saint-Georges.

Bis zur Neuordnung bestand der Kanton Choisy-le-Roi aus der Gemeinde Choisy-le-Roi. Sein Zuschnitt entsprach einer Fläche von 5,43 km2. 